# 今成亮太
今成 亮太（いまなり りょうた、1987年10月6日 - ）は、埼玉県富士見市出身の元プロ野球選手（内野手、外野手、捕手）、野球解説者、実業家。株式会社V.C（ヴィーシー）の代表取締役社長。右投左打。
阪神タイガースや北海道日本ハムファイターズでスカウトを務めた今成泰章の次男で、自身も現役時代に両球団でプレー。2019年に阪神で現役を引退してからは、同球団が運営する「タイガースアカデミー　ベースボールスクール」の専属コーチを務めながら、野球解説者やラジオパーソナリティとしての活動を始めていた。2021年12月31日付で退団したことを機に、野球解説者へ本格的に転身。2023年10月からは、松竹芸能所属のタレントとしても活動している。

## 経歴

### プロ入り前
中学校への入学前に軟式野球を始めると、中学校時代には富士見シニアでプレー。その一方で、学内のサッカー部にも籍を置いていて、埼玉県の県大会に出場したこともある。
浦和学院高校への進学後は、1年時からベンチ入りを果たすと、1年秋から正捕手に定着。定着当初は、2学年先輩に当たる須永英輝と、もっぱらバッテリーを組んでいた。後に主将として、2年夏の第86回選手権全国大会と3年春の第77回選抜大会で、阪神甲子園球場でのプレーを経験。しかし、3年夏の選手権埼玉大会では、木村文和を擁する埼玉栄高校に敗れた。
捕手としてはやや細身ながら、打撃センス・スローイングの速さなどが高卒捕手の中でトップクラスと高く評価されたことを背景に、2005年のNPB高校生ドラフト会議で北海道日本ハムファイターズから4巡目で指名。契約金3,000万円、年俸480万円（金額は推定）という条件で入団した。背番号は62。

### 日本ハム時代

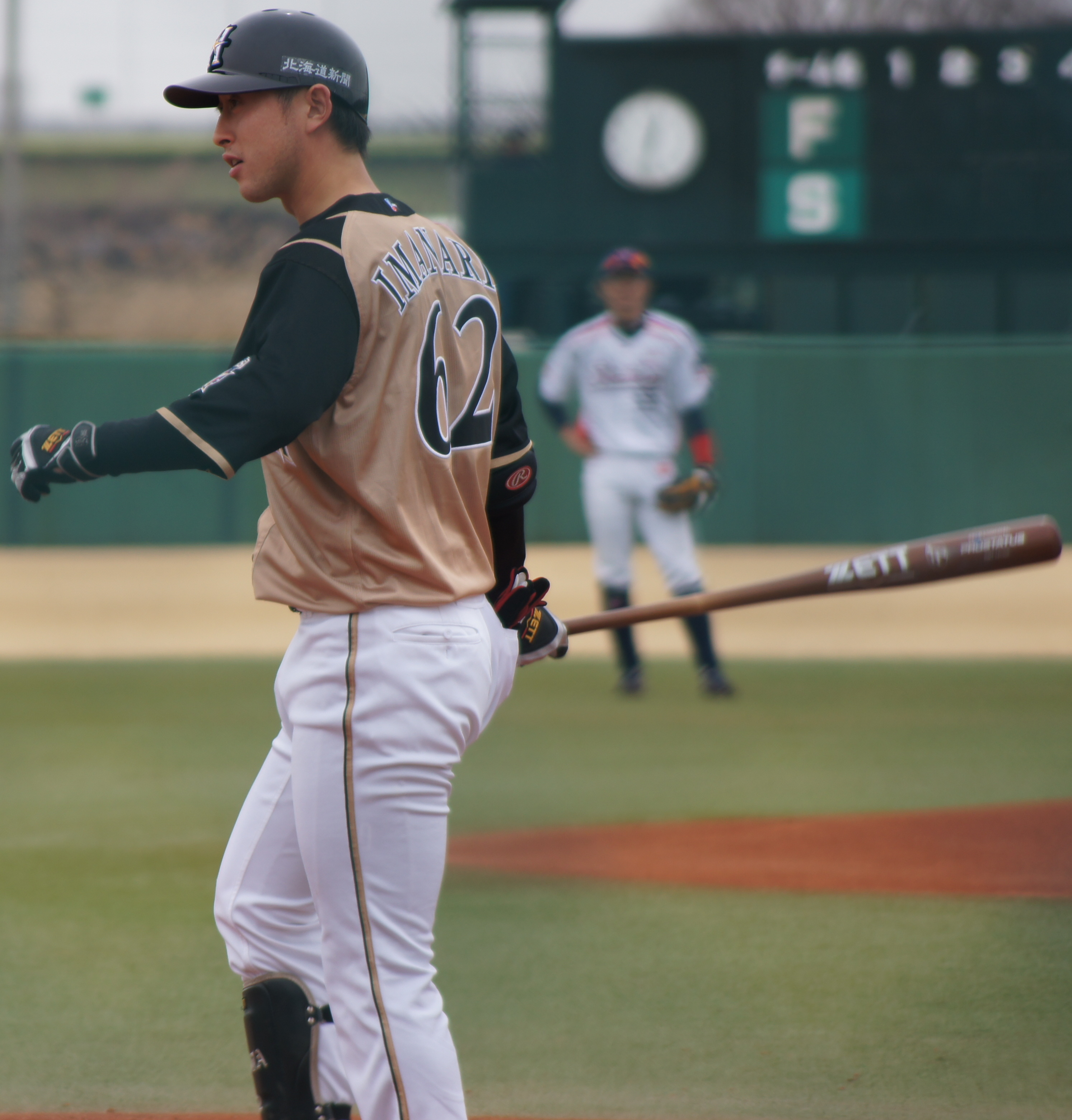
北海道日本ハムファイターズ時代
（2012年3月7日）

2006年には、イースタン・リーグ公式戦で、シーズン後半からスタメンマスクを経験。シーズン終了後のフェニックスリーグでも、スタメンマスクを任された。
2007年には、春季キャンプ中の紅白戦に捕手として出場すると、チーム屈指の俊足の持ち主であった紺田敏正の盗塁を阻止。当時の一軍監督トレイ・ヒルマンからは、「このキャンプでの最大の発見」とまで評価された。キャンプ後のオープン戦では本塁打を放ったが、一軍公式戦へのデビューまでには至らなかった。イースタン・リーグ公式戦では、正捕手格で64試合に出場したものの、打率は.200と振るわなかった。
2008年には、プロ3年目で初めて開幕一軍に登録。3月25日の対埼玉西武ライオンズ戦（札幌ドーム）では、8回表から同年入団の左腕投手・豊島明好とバッテリーを組んで、豊島と共に一軍公式戦への初出場を果たした。さらに、翌日の同カードでは、6回裏に代打で岸孝之から一軍公式戦初安打。7月9日の対千葉ロッテマリーンズ戦（千葉マリンスタジアム）でプロ入り後初めて一軍公式戦のスタメンに起用されると、4打数3安打と一軍公式戦初打点を記録した。結局、一軍公式戦全体では9試合の出場で、打率.455（11打数5安打1二塁打）を記録した。
2009年には、「即戦力」との評価で入団した大卒捕手の大野奨太が一軍に定着した影響で、3年振りに一軍公式戦への出場がなかった。
2010年には、5月に一軍公式戦へ2年振りに出場。代打で安打を放ってから、そのまま捕手の守備に就いたが、結局1試合の出場にとどまった。
2011年には、一軍公式戦22試合に出場。代打に起用された試合が19試合であった一方で、捕手としてマスクを被る機会は6試合にとどまった。
2012年には、4月28日に阪神タイガースへの移籍が発表されるまで、一軍公式戦への出場機会がなかった。

### 阪神時代
2012年4月28日に、若竹竜士との交換トレードで阪神タイガースへ移籍（5月1日公示）。背番号は若竹が着用していた49。移籍後は、一軍公式戦60試合の出場で、打率.292を記録した。
2013年には、捕手陣の層を厚くしたチーム事情などを背景に、持ち前の打撃力を生かすべく捕手以外のポジションにも挑戦。セ・パ交流戦では、指名打者を採用するパ・リーグ主催試合で、右投手の先発が予告された場合に指名打者や左翼手としてスタメン。開幕当初のレギュラー福留孝介の故障による戦線離脱などを受けて、福留が一軍へ復帰する8月中旬まで、主に「6番・右翼手」としてスタメンに定着した。7月5日から同月7日までの対広島東洋カープ3連戦（MAZDA Zoom-Zoom スタジアム広島）では、5日の第1打席（2回表）に一軍公式戦初本塁打を放つと、7日には5番打者として1試合4安打を記録。8月7日の広島戦（マツダスタジアム）から、福留がスタメンに復帰した同月15日までは「1番・右翼手」、開幕から「2番・中堅手」として常時出場していた大和の戦線離脱（同月22日）以降は「2番・右翼手」としてのスタメン起用が続いた。レギュラーシーズンの一軍公式戦では、捕手としての出場が前述の3試合にとどまる一方で、外野手として53試合、一塁手として4試合に出場。チームのシーズン2位で臨んだ広島とのクライマックスシリーズ ファーストステージでは、10月12日の第1戦（甲子園）4回裏に、前田健太からの安打でチーム唯一の得点を挙げた。この安打は、阪神の選手が一軍公式戦で49イニングぶりに前田から放った適時打でもあった。
2014年には、捕手としての登録を続けつつ、高代延博一軍内野守備走塁コーチからの進言で春季キャンプから事実上三塁手に転向した。開幕戦である3月28日の対読売ジャイアンツ戦（東京ドーム）に「6番・三塁手」としてスタメンに起用されると、5月4日の対東京ヤクルトスワローズ（神宮）戦9回表には、久古健太郎から代打でシーズン初本塁打（一軍公式戦では自身初の代打本塁打）を記録。5月6日の対中日戦（ナゴヤドーム）では、9回裏から試合終了の12回裏まで、一軍の公式戦では初めて二塁を守った。また、右翼手を中心に、外野手としても9試合に出場。9月2日の横浜DeNAベイスターズ戦（甲子園）では、プロ入り後の一軍公式戦で初めてのサヨナラ安打を、9回裏に三上朋也から放った。しかし、同月12日の対広島戦（甲子園）で三塁守備中に右脇腹を痛めたことによって、レギュラーシーズンを終了。結局、一軍公式戦に捕手としてマスクを被る機会はなかった。さらに、チームがシーズン2位で迎えたポストシーズンも、クライマックスシリーズ（CS）や、日本シリーズへ出場できなかった。
2015年には、内野手として正式に登録。一軍公式戦開幕直後の4月2日にシーズン初の出場選手登録を果たしたが、右脇腹痛の再発でわずか2日で登録を抹消された。5月30日の再登録以降は、右投手の先発が予告された試合を中心に、三塁手としてスタメンに起用。6月23日の対広島戦（長野オリンピックスタジアム）では、黒田博樹からこの年自身唯一の本塁打。レギュラーシーズンでは一軍公式戦への出場が93試合にとどまったが、通算打率は.283。2番打者や5番打者として起用される一方で、前年に続いて、試合の途中から二塁や右翼の守備に就くこともあった。チームのシーズン3位で迎えた巨人とのCSファーストステージ（東京ドーム）では、第1戦（10月10日）に「2番・三塁手」、第2戦（11日）に「6番・三塁手」としてスタメンに起用。第2戦では、同ステージで自身唯一の安打（二塁打）を放っている。シーズン終了後は、一軍監督へ就任した金本知憲の意向で、秋季キャンプから捕手向けの練習を再開している。
2016年には、新任の一軍首脳陣が「専任捕手二人制」を導入したことや、新外国人野手のマット・ヘイグを正三塁手として起用することを背景に、「三人目の捕手兼内野手」という扱いで公式戦を一軍でスタート。9回表に代打で出場した4月17日の対中日戦（ナゴヤドーム）では、捕手としてベンチに入っていた梅野隆太郎・岡﨑太一を首脳陣がこの回までに使い切ったことを受けて、9回裏から10回裏の試合終了まで捕手としてマスクを被った。今成が一軍公式戦に捕手として出場したのは、2013年7月13日の対DeNA戦（甲子園）以来3年ぶりであった。一軍公式戦には、通算で82試合に出場。52試合で三塁、11試合で一塁、1試合で二塁を守った一方で、2度にわたって出場選手登録を抹消されたほか、7月上旬から1か月間にわたって二軍生活を余儀なくされた。結局、一軍公式戦では本塁打を放てず、打率も.227にとどまった。
2017年には、ウエスタン・リーグ公式戦でチームトップの106試合に出場するとともに、リーグの最終規定打席へ到達。打率は.246ながら、チーム3位の6本塁打を放った。しかし、自身8年ぶり、阪神への移籍後では初めて一軍公式戦への出場機会がなかった。
2018年には、ウエスタン・リーグ公式戦82試合に出場。打率.273、5本塁打、25打点という成績で、二軍の8年ぶりリーグ優勝に貢献したが、前年に続いて一軍での出場はなかった。リーグ戦終了後の10月6日には、巨人とのファーム日本選手権（KIRISHIMAサンマリンスタジアム）に「5番・三塁手」としてフル出場。4打数1安打1得点という成績で、チームの12年ぶり選手権制覇につなげたものの、翌7日に球団から戦力外通告を受けた。これに対して、今成はNPBの他球団と契約することを条件に、現役生活を続ける意向を表明。シーズン終了後の11月13日に参加した12球団合同トライアウト（タマホームスタジアム筑後）では、シートバッティング方式で4人の投手と対戦したが、4打数無安打1三振に終わった。結局、NPB他球団から獲得のオファーを受けるまでには至らず、12月18日には現役を引退する意向を阪神球団へ伝えた。

### 現役引退後
2019年1月1日付で阪神球団の事業本部振興部へ配属されたことを機に、球団が運営する「タイガースアカデミー ベースボールスクール」の専属コーチを務めるかたわら、在阪の民放局が制作する番組でラジオパーソナリティやリポーターを随時担当している（詳細後述）。2020年10月9日からは、『おはよう朝日です』（朝日放送テレビ）の金曜放送分に、スポーツコメンテーターとしてレギュラーで出演中。
もっとも、阪神球団には「職員」として勤務するのではなく、「個人事業主」の立場で球団と業務委託契約を結んでいた。このため、在籍中の2020年に株式会社V.Cを設立。さらに、V.C社を通じて株式会社DIAMOND ALLIANCE（ダイヤモンド・アライアンス）との間で「ディーエー・スポーツ・アカデミー」（同社が運営するトレーニングスクール・野球教室で略称「DASA」）のフランチャイズオーナー契約を結んだことに伴って、2021年1月4日に「DASA」の西宮校を兵庫県西宮市に開いた。
阪神との業務委託契約期間を満了した2021年12月31日付で、「タイガースアカデミー ベースボールスクール」の専属コーチを退任。2022年からは、『おはよう朝日です』金曜日のスポーツコメンテーターや「DASA」のフランチャイズオーナーを続けながら、V.C社を窓口にGAORAの阪神・日本ハム戦中継やスカイAなどの阪神戦中継に解説者として本格的に出演している。「DASA」のオーナーとしては、西宮校に続いて、出身地の埼玉県富士見市にも2022年4月に「今成校」をオープン。「今成校」では、同年5月に埼玉武蔵ヒートベアーズ（ベースボール・チャレンジ・リーグへの加盟球団）との間でオフィシャルアカデミー契約を締結したことに伴って、「今成校withヒートベアーズ」と改称している。
その一方で、2023年10月19日には、『ますだおかだ増田のラジオハンター!』（朝日放送ラジオの生ワイド番組）へ初めてゲスト出演。V.C社とは別にタレント活動のマネジメント業務を松竹芸能（パーソナリティのますだおかだ・増田英彦が所属する芸能事務所）へ同月から委託していることや、『ラジオハンター!』へのゲスト出演が松竹芸能との業務提携による初めての活動であることを公表した。

## 選手としての特徴
公式戦で、投手・遊撃手・中堅手以外の全てのポジションを守った経験がある。前述の二塁守備については、中学生時代に加えて、日本ハム時代にもイースタン・リーグ公式戦で通算12試合経験。実父・泰章の勧めで参加した2018年の合同トライアウトでも、自身の打席の合間に、一塁や三塁を器用に守りながら機敏な動きを披露した。
捕手登録ながら主に外野手として起用された2013年の一軍公式戦では、外野守備での打球処理で時折経験の浅さを露呈していた。同年のシーズン終了後に阪神へ加入した高代は、右翼守備での捕球後の足の運びや送球に着目したうえで、今成の三塁コンバートを決断。小学生時代に三塁守備を経験しただけの今成は、高代の想像を上回るペースで守備力を向上させた。公式戦の三塁守備でも、三塁線や三遊間の打球処理などで、本職顔負けのファインプレーをたびたび披露している。高代によれば、「（広島のコーチ時代に捕手から内野手へ転向させた）江藤智や木村拓也は、ワンバウンド捕球の際に膝をグラウンドに着けるなど、内野の守備で捕手時代の癖を見せていた。今成にはそのような癖がない」という。
阪神での現役選手時代に二塁手や遊撃手として活躍した和田豊は、同球団一軍監督時代の2014年・2015年公式戦で、対戦相手の投手に合わせて左打者の今成と右打者の新井良太を三塁手として事実上併用していた。その一方で、今成の堅実な守備力を高く評価。2015年9月以降の公式戦では、左投手の先発が予告された試合でも、今成を三塁手としてスタメンに起用するようになった。
上記のようにユーティリティープレイヤーの一面を持ちながら、巧みなバッティングも持ち味。阪神移籍後の2013年秋季キャンプでは、掛布雅之から、「長打力の高い左打ちの三塁手」だった自身の現役時代にちなんで、「小掛布（こかけふ）」と呼ばれていた。前田健太や黒田博樹が広島の投手として在籍した時期には、阪神の大半の野手が両者を苦手にしていたにもかかわらず、両者との相性が良かった。レギュラーシーズンの対戦打率では、2013年に前田から.556（9打数5安打）、2015年に黒田から.364（11打数4安打）を記録している。

## 人物
愛称は「ナリ」。
日本ハム時代の2010年には、「ファイターズスタイル」（理容組合北海道日本ハムファイターズ後援会と球団のコラボレーションで実施している企画で、若手選手を対象にしたファン投票で毎年の最新ヘアデザインのモデルを選出）のモデルに選ばれた。
阪神への移籍直後の2012年9月からは、同じ移籍組で名前の読みも同じ新井良太とのコラボレーションによるグッズシリーズ「Wりょーた」を、同球団の公認グッズとして発売していた。その一方で、移籍後の活躍を機にヒッティングマーチ委員会が今成専用のヒッティングマーチを制作した際には、歌詞や前奏などのリクエストを自ら出していたという。
お笑いセンスに長けていて、シーズンオフに開かれるファン感謝デーでは、毎回趣向を変えた「かくし芸」で観客の喝采や爆笑を呼んでいる。日本ハム時代には、ファン感謝デーでマツケンサンバ・ソーラン節・よさこい節を踊ったことがあった。阪神への移籍後には、毎年11月23日に甲子園球場で開かれる「阪神タイガースファン感謝デー」の紅白戦で、2017年まで以下のように先輩選手のフォームや癖の真似を披露している。
- 2012年：上本博紀から借りたビジター仕様のユニフォーム姿で、上本の癖を真似ながら公式戦では立たない右打席で藤川球児と対決した（結果は藤川へのゴロ）[50]。
- 2013年：紅組の「4番・三塁手」として迎えた最初の打席では、西岡剛・上本・新井良太のレプリカユニホームを着込んで登場。1球ごとにユニフォームを1枚ずつ脱ぎながら、初球に新井良太、2球目に上本、3球目に左打席で西岡の打撃フォームの真似を披露した（結果は3球目を打って投手へのゴロ）。第2打席でも、関本賢太郎のレプリカユニフォーム姿で、バットを極端に短く持つ関本独特の打撃フォームを再現。投手として登板したマウンドでも、ランディ・メッセンジャーの投げ方を真似て場内を沸かせたことから、紅白戦の終了後には「敢闘賞」に選ばれた[51]。
- 2015年：ラグビージャージ姿で五郎丸歩（ラグビーワールドカップ2015で注目を集めたラグビー日本代表フルバック）の形態模写や「五郎丸ポーズ」を披露したことによって、ファン感謝デーの最優秀選手賞（MVP）を受賞した。
- 2017年：カラオケ対決企画においてTバック姿で「仮面舞踏会」（少年隊）を歌ったり、「虎トーーク!」（阪神ファンを代表して陣内智則が司会を務めた阪神選手のフリートーク企画）でアシスタント役を務めたりするなどの活躍によって、2年ぶりにファン感謝デーのMVPへ選ばれた[52]。

ちなみに、2018年の戦力外通告前日（10月6日）に出場したファーム日本選手権では、当時二軍監督だった矢野燿大に続いて、ナインから3回にわたって胴上げされた。チームが12年ぶりに選手権を制したことや、当日が今成の31歳の誕生日であったことにちなんで、チームメイトの小豆畑眞也捕手が音頭を取る格好で実現した。今成によれば、翌日の戦力外通告では、居合わせた球団幹部から「今成の活躍で勝った試合もたくさんあった。ファンサービスにも協力してくれたので、感謝するしかない」と言われたという。もっとも、この通告によって2018年のファン感謝デーに出演できなくなったことから、後に参加した合同トライアウトでは「僕が（阪神から）いなくなったら（ファン感謝デーは）赤字になると思う」というジョーク交じりのコメントを残している。結局、現役を引退したうえで、2019年から阪神の球団職員に転身。2020年には、年頭からの新型コロナウイルス感染拡大に伴って12月5日にオンライン限定で開催されたファン感謝デーの企画・立案に、「スペシャルプロデューサー」という肩書で本格的に参加している。
阪神時代の2013年6月23日には、横浜DeNAベイスターズ戦（横浜スタジアム）の試合前アトラクションとして実施された湘南乃風のスタジアムミニライブで、当時横浜に在籍していたナイジャー・モーガンと一緒に「睡蓮花」に合わせてタオルを回しながら踊っていた。また、マウロ・ゴメスが阪神に在籍していた2014年から2016年までは、ゴメスが公式戦で本塁打を放つたびに、ベンチの前でゴメスと「ヒップアタック」（互いに背中を向けて後方に飛び上がりながら尻をぶつけ合うパフォーマンス）を披露している。
2014年1月19日放送の『行列のできる法律相談所』（日本テレビ制作の全国ネット番組）では、スタジオゲストの前田健太が「苦手な選手」として今成の名前を挙げたことから、2013年度の公式戦対戦成績（前述）と推定年俸の差を紹介。今成がVTRで前田への印象を語ったことに対して、前田が「シーズンの最後に見付けた（今成の）攻略法」を冗談交じりで明かすという一幕があった。
2016年4月8日には、出身地の埼玉県富士見市が、今成に対して「富士見市PR大使」を委嘱することを発表した。
阪神移籍時の交換相手であった若竹とは、現役引退後1年目の2019年に、阪神球団の事業本部振興部で同僚になっていた。移籍後に日本ハムを経て三菱重工神戸硬式野球部で現役を引退した若竹が、同年に球団職員として阪神へ復帰したことによるもので、復帰後は今成と同じく「タイガースアカデミー　ベースボールスクール」の専属コーチを務めていた。なお、若竹は2020年から、阪神球団へ籍を置いたまま一軍のサブマネジャー（用具担当）へ異動している。
現役引退後も上記のキャラクターへの人気は高く、2020年からは、在阪テレビ局が制作する阪神戦中継の副音声やYouTube向け動画コンテンツにも随時登場。阪神球団が「ウル虎の夏2020」として甲子園球場で開催する同年8月1日・2日の対DeNA戦では、スタメン選手のシート発表などを任されたほか、阪神が勝利した場合には（通常は在阪各局のスポーツアナウンサーが持ち回りで務める）ヒーローインタビュアーを担当することが決まっていた。実際に、1日には一塁側カメラマン席の前で形態模写を交えながらスタメンを発表したものの、チームは3-7で敗戦。2日には3 - 1で勝利したが、諸般の事情で今成の登場が急遽見送られたため、今成によるヒーローインタビューは幻に終わった（実際にはサンテレビアナウンサーの湯浅明彦が担当）。
その一方で、「ウル虎の夏」終了後の2020年8月29日に初めて催された「プロ志望高校生合同練習会」（プロ志望届を日本学生野球協会へ提出済みの高校3年生から希望者を集めたうえで日本高等学校野球連盟とNPBが合同で開催）では、阪神の現役選手時代と同じ背番号49のユニフォーム姿で内外野のノッカーを任された。今成はこの時点で阪神球団からの業務委託による「タイガースアカデミー　ベースボールスクール」の専属コーチとして小中学生を指導していたが、日本学生野球協会に加盟する高校の野球部員に対するプロ野球球団職員の（シートノックを含めた）技術指導については、日本学生野球憲章の規定で禁じられている。しかし、「プロ志望高校生合同練習会」の西日本会場として甲子園球場を使用することを背景に、日本学生野球協会が「西日本地区に本拠地のあるNPB球団から練習会へのサポート役を1名出す」という条件で今成の練習会参加を容認。現役の選手・首脳陣を除くNPB球団の在籍者としては異例のユニフォーム姿による高校生へのシートノックが、日本学生野球憲章の特例扱いで実現した。
「かねてからスポーツジムの経営に興味があった」とのことで、現役を引退した後に「プロ野球選手のセカンドキャリアの場」として「SADA」を紹介されたことがきっかけで、「タイガースアカデミー　ベースボールスクール」専属コーチの在任中から「SADA」の運営に参画している。自身がオーナーを務める西宮校と今成校には野球を指導するコースが設けられているが、自身が両校で指導することはほとんどなく、フランチャイズオーナーとしての職務（経営）に事実上専念している。
阪神球団から独立した2022年からは、現役時代に所属していた阪神・日本ハムの主管試合の放送権をGAORA（朝日放送テレビと同じ在阪局の毎日放送がCS放送で運営しているスポーツ専門チャンネル）が保有していることを背景に、『GAORAプロ野球中継』や関連番組へ随時出演。日本ハムの本拠地が（現役時代にプレーを経験している）札幌ドームからエスコンフィールドHOKKAIDOへ移転した2023年には、9月13日にエスコンフィールドで催された日本ハム対オリックス・バファローズ戦で、グラブを持参しながらGAORAの放送席（日本のプロ野球球団が本拠地に使用している球場では唯一ライトポール際の内野スタンドに設置）で『GAORAプロ野球中継』向けの解説を担当していた。さらに、8回裏無死満塁の打席で清宮幸太郎（日本ハム内野手）が左打席からライトポールの方向へ大きなファウルボールを打ち上げた際にグラブを差し出したところ、このボールが自身の頭の後方でグラブに収まったことによって「放送席でのダイレクトキャッチ」という珍事に至った。

### 家族
実父は、駒澤大学野球部の元・捕手で、阪神や日本ハムのスカウトを務めた今成泰章。大学から新卒扱いで1978年に阪神へ入団して以来、「マムシの今成」の異名を取るほどの交渉手腕を武器に、40年以上にわたってスカウト生活を続けていた。日本ハムの関東・東北担当スカウト在任中の2022年3月に、劇症型溶血性レンサ球菌感染症で急逝。葬儀には亮太も列席した。また、出身地の埼玉県富士見市内で翌4月の開校を控えていた「DASA」では、泰章への想いを込めて苗字の「今成」を校名に採用した。
実兄は、埼玉県富士見市議会議員の今成優太。穎明館高校・國學院大學時代に投手として活躍した後に、会社勤務を経て2013年の市議会議員選挙に立候補すると、全立候補者で3番目に多い得票数によって初当選を果たした。2017年3月の選挙で再選。富士見市議会議員会派「草の根」の代表として臨んだ2021年3月の選挙で、3度目の当選に至った。
亮太自身は、日本ハム時代の2011年に結婚。阪神移籍後の2016年6月3日に、第1子（長女）を授かった。

## 詳細情報

### 年度別打撃成績
| 年 度    | 球 団    | 試 合 | 打 席 | 打 数 | 得 点 | 安 打 | 二 塁 打 | 三 塁 打 | 本 塁 打 | 塁 打 | 打 点 | 盗 塁 | 盗 塁 死 | 犠 打 | 犠 飛 | 四 球 | 敬 遠 | 死 球 | 三 振 | 併 殺 打 | 打 率 | 出 塁 率 | 長 打 率 | O P S |
| -------- | -------- | ----- | ----- | ----- | ----- | ----- | -------- | -------- | -------- | ----- | ----- | ----- | -------- | ----- | ----- | ----- | ----- | ----- | ----- | -------- | ----- | -------- | -------- | ----- |
| 2008     | 日本ハム | 9     | 12    | 11    | 1     | 5     | 1        | 0        | 0        | 6     | 1     | 1     | 1        | 0     | 0     | 1     | 0     | 0     | 1     | 0        | .455  | .500     | .545     | 1.045 |
| 2010     | 日本ハム | 1     | 1     | 1     | 1     | 1     | 1        | 0        | 0        | 2     | 0     | 0     | 0        | 0     | 0     | 0     | 0     | 0     | 0     | 0        | 1.000 | 1.000    | 2.000    | 3.000 |
| 2011     | 日本ハム | 22    | 28    | 26    | 0     | 3     | 0        | 0        | 0        | 3     | 1     | 0     | 0        | 1     | 1     | 0     | 0     | 0     | 9     | 0        | .115  | .111     | .115     | .226  |
| 2012     | 阪神     | 60    | 103   | 96    | 4     | 28    | 3        | 0        | 0        | 31    | 4     | 0     | 0        | 1     | 0     | 6     | 1     | 0     | 19    | 4        | .292  | .333     | .323     | .656  |
| 2013     | 阪神     | 88    | 215   | 185   | 11    | 49    | 10       | 2        | 1        | 66    | 17    | 2     | 2        | 1     | 4     | 25    | 0     | 0     | 37    | 7        | .265  | .346     | .357     | .703  |
| 2014     | 阪神     | 115   | 362   | 332   | 34    | 86    | 15       | 0        | 4        | 113   | 24    | 2     | 3        | 9     | 0     | 18    | 1     | 3     | 48    | 9        | .259  | .303     | .340     | .643  |
| 2015     | 阪神     | 93    | 304   | 269   | 25    | 76    | 7        | 0        | 1        | 86    | 16    | 1     | 1        | 8     | 1     | 24    | 0     | 2     | 78    | 1        | .283  | .345     | .320     | .665  |
| 2016     | 阪神     | 82    | 132   | 119   | 5     | 27    | 3        | 0        | 0        | 30    | 5     | 1     | 2        | 1     | 1     | 10    | 0     | 1     | 27    | 3        | .227  | .290     | .252     | .542  |
| NPB：8年 | NPB：8年 | 470   | 1157  | 1039  | 81    | 275   | 40       | 2        | 6        | 337   | 68    | 7     | 9        | 21    | 7     | 84    | 2     | 6     | 219   | 24       | .265  | .321     | .324     | .646  |

### 年度別守備成績
| 年 度 | 捕手  | 捕手  | 捕手  | 捕手  | 捕手  | 捕手  | 捕手     | 捕手     | 捕手     | 捕手     | 捕手     | 一塁  | 一塁  | 一塁  | 一塁  | 一塁  | 一塁     | 二塁  | 二塁  | 二塁  | 二塁  | 二塁  | 二塁     | 三塁  | 三塁  | 三塁  | 三塁  | 三塁  | 三塁     | 外野  | 外野  | 外野  | 外野  | 外野  | 外野     |
| 年 度 | 試 合 | 刺 殺 | 補 殺 | 失 策 | 併 殺 | 捕 逸 | 守 備 率 | 企 図 数 | 許 盗 塁 | 盗 塁 刺 | 阻 止 率 | 試 合 | 刺 殺 | 補 殺 | 失 策 | 併 殺 | 守 備 率 | 試 合 | 刺 殺 | 補 殺 | 失 策 | 併 殺 | 守 備 率 | 試 合 | 刺 殺 | 補 殺 | 失 策 | 併 殺 | 守 備 率 | 試 合 | 刺 殺 | 補 殺 | 失 策 | 併 殺 | 守 備 率 |
| ----- | ----- | ----- | ----- | ----- | ----- | ----- | -------- | -------- | -------- | -------- | -------- | ----- | ----- | ----- | ----- | ----- | -------- | ----- | ----- | ----- | ----- | ----- | -------- | ----- | ----- | ----- | ----- | ----- | -------- | ----- | ----- | ----- | ----- | ----- | -------- |
| 2008  | 9     | 12    | 1     | 0     | 0     | 0     | 1.000    |          |          |          |          | -     | -     | -     | -     | -     | -        | -     | -     | -     | -     | -     | -        | -     | -     | -     | -     | -     | -        | -     | -     | -     | -     | -     | -        |
| 2010  | 1     | 1     | 0     | 0     | 0     | 0     | 1.000    | 0        | 0        | 0        | -        | -     | -     | -     | -     | -     | -        | -     | -     | -     | -     | -     | -        | -     | -     | -     | -     | -     | -        | -     | -     | -     | -     | -     | -        |
| 2011  | 6     | 16    | 3     | 0     | 0     | 0     | 1.000    | 0        | 0        | 0        | -        | -     | -     | -     | -     | -     | -        | -     | -     | -     | -     | -     | -        | -     | -     | -     | -     | -     | -        | -     | -     | -     | -     | -     | -        |
| 2012  | 36    | 141   | 14    | 1     | 3     | 0     | .994     | 17       | 13       | 4        | .235     | -     | -     | -     | -     | -     | -        | -     | -     | -     | -     | -     | -        | -     | -     | -     | -     | -     | -        | -     | -     | -     | -     | -     | -        |
| 2013  | 3     | 3     | 0     | 0     | 0     | 0     | 1.000    | 0        | 0        | 0        | -        | 4     | 11    | 1     | 0     | 2     | 1.000    | -     | -     | -     | -     | -     | -        | -     | -     | -     | -     | -     | -        | 54    | 74    | 0     | 3     | 0     | .961     |
| 2014  | -     | -     | -     | -     | -     | -     | -        | -        | -        | -        | -        | -     | -     | -     | -     | -     | -        | 1     | 1     | 0     | 0     | 0     | 1.000    | 92    | 37    | 126   | 4     | 11    | .976     | 9     | 12    | 1     | 0     | 0     | 1.000    |
| 2015  | -     | -     | -     | -     | -     | -     | -        | -        | -        | -        | -        | -     | -     | -     | -     | -     | -        | 2     | 1     | 1     | 0     | 1     | 1.000    | 85    | 52    | 141   | 5     | 11    | .975     | 1     | 0     | 0     | 0     | 0     | -        |
| 2016  | 1     | 1     | 0     | 0     | 0     | 0     | 1.000    | 0        | 0        | 0        | -        | 11    | 23    | 2     | 0     | 3     | 1.000    | 1     | 1     | 2     | 0     | 1     | 1.000    | 52    | 16    | 41    | 1     | 2     | .983     | 1     | 0     | 0     | 0     | 0     | -        |
| 通算  | 56    | 174   | 18    | 1     | 3     | 0     | .995     | 17       | 13       | 4        | .235     | 15    | 24    | 3     | 0     | 5     | 1.000    | 4     | 3     | 3     | 0     | 2     | 1.000    | 229   | 105   | 308   | 10    | 24    | .976     | 65    | 86    | 1     | 3     | 0     | .967     |

### 記録
- 初出場：2008年3月25日、対埼玉西武ライオンズ戦（札幌ドーム）、9回表に捕手で出場[68]
- 初打点：2008年3月26日、対埼玉西武ライオンズ戦（札幌ドーム）、6回裏に岸孝之から[68]
- 初安打：同上、8回裏に岸孝之から[68]
- 初先発出場：2008年7月9日、対千葉ロッテマリーンズ戦（千葉マリンスタジアム）、「8番・捕手」で先発出場[68]
- 初盗塁：2008年7月12日、対福岡ソフトバンクホークス戦（札幌ドーム）、5回裏に二盗[68]
- 初本塁打：2013年7月5日、対広島東洋カープ戦（MAZDA Zoom-Zoom スタジアム広島）、2回表に武内久士から右中間越ソロ[6]

### 背番号
- 62 （2006年 - 2012年途中）
- 49 （2012年途中 - 2018年）

### 現役引退後の主な出演番組・作品
現役時代からの明るいキャラクターや弁舌を買われて、阪神球団の職員時代からテレビ・ラジオ番組へ定期的に出演。

#### テレビ
- トラツボ2020〜ミンナヤル!勝笑Timeへの道〜（GAORA、2020年2月）
  - 阪神の春季沖縄一軍キャンプ中に、MCと取材リポートを担当。
- おはよう朝日です金曜日スポーツコメンテーター（朝日放送テレビ、2020年10月9日 - ）
- 初陣! タイガースWomen（サンテレビ、2021年7月4日）
  - 阪神球団が女子硬式野球のクラブチームとして2021年から「阪神タイガース Women」を設立したことを背景に、チーム初の公式戦として6月5日に臨んだ関西女子硬式野球連盟ラッキートーナメント大会1回戦・対WELFARE戦（和歌山県田辺市の田辺スポーツパーク野球場で開催）のダイジェストで解説を担当。
- GAORAプロ野球中継（2022年 - ）
  - 古巣でもある阪神・日本ハムの主管試合中継に解説者として出演するほか、日本ハム主管試合中継の開始前に放送される『ファイターズ試合直前LIVE』のMCを2022年4月9日から担当。

#### ラジオ
- 竹長篤史と今成亮太のゆるしゃべ（ラジオ大阪、2023年9月1日[69] - 2025年6月28日、毎週金曜日17:15 - 17:30）

以下はいずれも朝日放送ラジオの番組
- 今成亮太の今だから話せます（2019年5月4日の21:30 - 22:00に『土曜スペシャル』枠で放送）
  - ラジオパーソナリティに初めて挑戦した特別番組で、パートナーの北條瑛祐（朝日放送テレビのスポーツアナウンサー）を相手に、「タイガースアカデミー　ベースボールスクール」コーチとしての近況や、糸井嘉男（日本ハム・阪神での現役時代のチームメイト）をめぐるエピソードを披露。糸井の日本ハム入団当初（投手だった時期）に、捕手としてイースタン・リーグの公式戦でバッテリーを組んだことも明かした。
- 今成亮太のRoad to Radiostar（2020年1月11日に上記の『土曜スペシャル』枠で放送）
  - 「ラジオスターへの道（Road to Radiostar）」という触れ込みで、ラジオパーソナリティを初めて単独で担当[注 2]。
- ラジオで虎バン!（パートナーとして随時出演）
  - 2020年のNPBレギュラーシーズンの開幕が日本国内における新型コロナウイルスへの感染拡大の影響で6月19日まで延期されたことを受けて急遽編成。4月14日から6月18日までの上半期版では、4月14日 - 23日・5月12日・15日・5月29日放送分に出演した。当初は4月に2週間だけスタジオへ出演する予定だったが、5月にもスタジオ以外の場所からスカイプ経由で全編に登場している。
  - 2020年NPBレギュラーシーズン最終盤の11月6日（金曜日）からオフシーズン（下半期）版としてレギュラー放送を再開したことに伴って、放送曜日で唯一週替わりパートナー制度を導入している金曜放送分の初回に、『おはよう朝日です』の本番を終えてから出演。オフシーズン版への出演はこの1回だけにとどまったが、「虎バン　阪神タイガース応援チャンネル」（朝日放送テレビがYouTube上に開設）から配信されるコンテンツには、進行役やゲストとして頻繁に登場している。
  - 2021年度には『ラジオで虎バン!』に出演していなかったが、2022年度のオフシーズン版には、2023年1月30日・2月10日（いずれも金曜日）放送分に登場。2023年度のNPBレギュラーシーズン中には、火 - 金曜日で阪神のナイトゲームが最初から組まれていない場合に、『ラジオで今ナリ!』（ラジオでいまナリ!）というスピンオフ番組のパーソナリティを任されている。

#### CM
- 阪神甲子園球場（2021年） - 来場客に向けて電車・バスの利用や場内への缶・ビン類の持ち込み自粛を促す内容で、阪神電鉄の駅貼りポスターのモデルにも起用。2020年以前も阪神のOB（元・選手）を代々起用していたが、現役の球団職員からの起用は初めてであった。
- 大関化学工業（2022年 - ） - 阪神選手時代のチームメイトで、現役引退後の2020年から単独で出演してきた狩野恵輔と共演。